# Arrondissements du département des Vosges

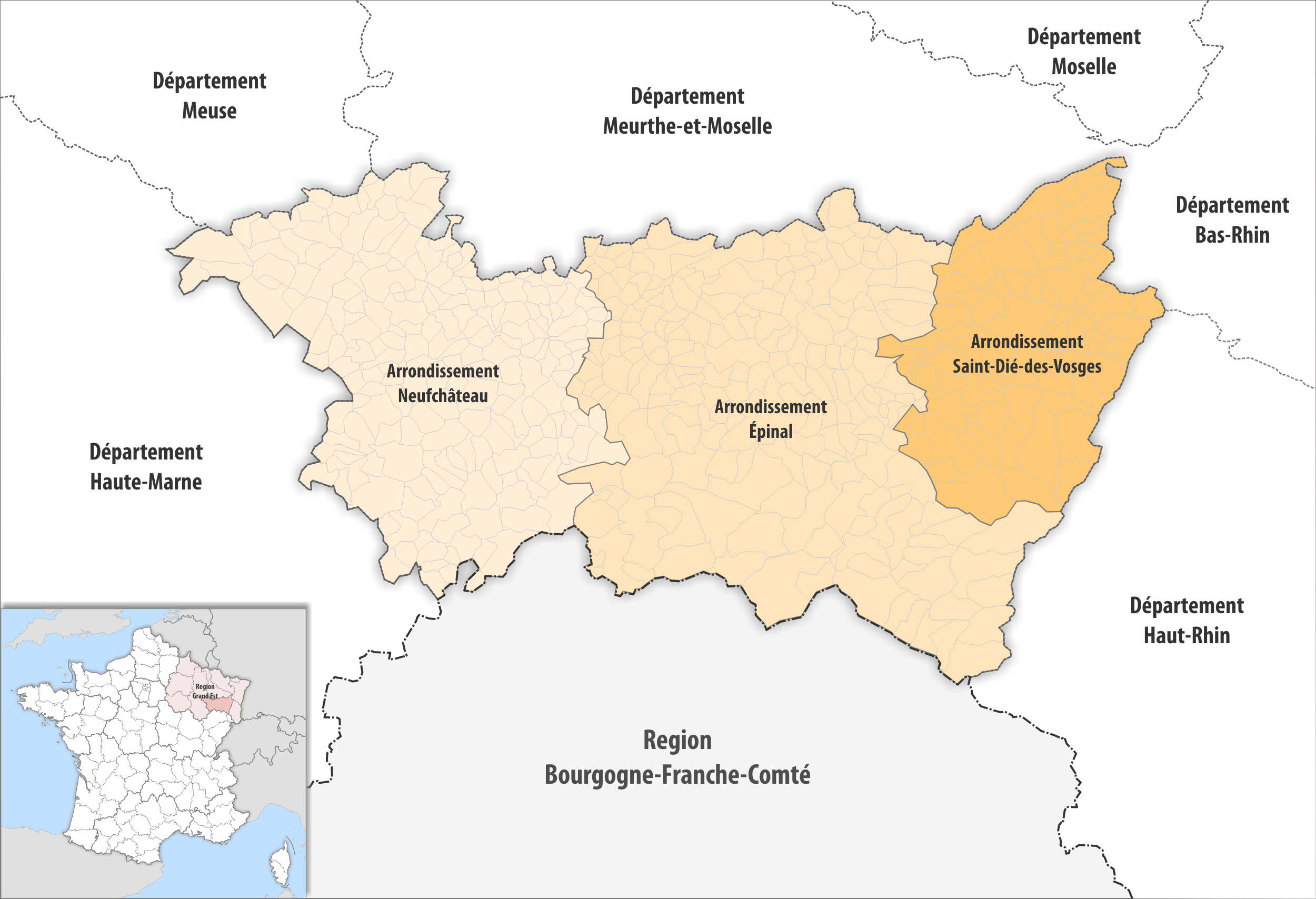
Les arrondissements du département des Vosges en 2019.

Le département des Vosges comprend trois arrondissements.

## Composition
| Nom                                    | Code Insee | Superficie (km2) | Population (dernière pop. légale) | Densité (hab./km2) | Modifier             |
| -------------------------------------- | ---------- | ---------------- | --------------------------------- | ------------------ | -------------------- |
| Arrondissement d'Épinal                | 881        | 2 209,65         | 187 306 (2022)                    | 85                 | modifier les données |
| Arrondissement de Neufchâteau          | 882        | 2 291,16         | 69 872 (2022)                     | 30                 | modifier les données |
| Arrondissement de Saint-Dié-des-Vosges | 883        | 1 372,97         | 101 522 (2022)                    | 74                 | modifier les données |
| Vosges                                 | 88         | 5 874,00         | 358 700 (2022)                    | 61                 | modifier les données |

## Histoire
Le département a été créé le 4 mars 1790 comme la majorité des départements français. Il était subdivisé à l'origine en neuf districts : Bruyères, Darney, Épinal, La Marche, Mirecourt, Neufchâteau, Rambervillers, Remiremont, Saint-Dié pour un total de 60 cantons.
En 1793, la principauté de Salm-Salm est rattachée à la France. Une nouvelle division administrative est alors créée : le district de Senones rattaché au département des Vosges.
Les arrondissements ont été créés le 17 février 1800. Les Vosges en obtiennent cinq :  Épinal, Mirecourt, Neufchâteau, Remiremont et Saint-Dié.
Le décret du 10 septembre 1926 relatif à l'organisation de l'administration préfectorale  remodela l'administration des départements. À cette occasion, 106 sous-préfectures furent supprimées, dont deux dans les Vosges : Mirecourt et Remiremont. Les cantons concernés rejoignirent l'arrondissement d'Épinal, à l'exception de ceux de Mirecourt et de Vittel, versés dans l'arrondissement de Neufchâteau.